# 儿童死亡率

儿童死亡率（2017年）

儿童死亡率是指五岁以下儿童的死亡率，具體來說就是指每1,000名婴儿从出生到5岁前死亡的概率， 因此新生儿死亡率和婴儿死亡率（一周歲前的死亡概率）都算在內。 
從1990年至21世紀初，由於各方面的發展，儿童死亡率有所下降。1990年，全球有1260万五岁以下儿童死亡，2016年这一数字下降到560万，然后在2020年，数字再次下降到500 万。不過值得注意的是尽管各方面取得了进展，但全球每天仍有15,000名5岁以下的儿童在完全可以避免死亡的情況下依舊沒能存活。 其中這種情況约80%发生在撒哈拉以南非洲和南亚。